# Música pimba
A música pimba, ou simplesmente pimba - também designada como "música ligeira" ou "música ligeira portuguesa" -, é um fenómeno cultural e género musical português - podendo também definir-se como um termo hiperonómico que abarca vários géneros musicais que partilham algum elemento ou fator semelhante entre si - resultante da exposição da sociedade portuguesa à cultura de massa nas décadas subsequentes à revolução de 25 de Abril de 1974. A música pimba não tem fronteiras rígidas e claras que permitam classificar objetivamente cada música, acabando, muitas vezes, por obter o epíteto quer por aceitação social quer, frequentemente, através de subjetividade.  
O termo “pimba” surge por volta de 1995, aquando do lançamento da canção “Pimba Pimba”, interpretada por Emanuel. Este termo guarda-chuva foi amplamente utilizado de forma pejorativa para designar quaisquer produtos musicais, de origem portuguesa, produzidos com base na “lógica das fórmulas”, constrangidos “pela dialética inexorável da oferta e da procura” e com fins comerciais . O pimba pode ser então classificado como uma expressão da cultura Kitsch em Portugal, à semelhança do que acontece no Brasil com a música Brega. 
Este estilo musical é, por vezes, conotado com a ruralidade portuguesa, mas podem encontrar-se exemplos do que atualmente é conhecido como "música pimba", por exemplo, nas músicas que sempre acompanharam a revista à portuguesa, diferindo apenas na natureza (secundária face à dramatização naquele local, e principal hoje em dia). Face à dificuldade em definir um conceito heterogéneo, é comum apontar-lhe algumas características, sendo as principais a escolha de temas superficiais, com melodias fáceis de acompanhar e que "fiquem no ouvido". A harmonização é, em geral, e salvo raras exceções, notavelmente pobre, e os arranjos são extremamente derivativos (recorrendo a fórmulas básicas da música popular ou plagiando sonoridades pop/rock). Também recorre habitualmente a uma estrutura em que o primeiro e o segundo versos (ou seja, os que precedem o primeiro e segundo refrões), prescindindo muitas vezes do uso da ponte. Ao longo das últimas décadas, a música pimba instalou-se claramente como um sucedâneo e uma alternativa "económica" das tradicionais orquestras de baile ou grupos de música popular presentes nas festas tradicionais - já não é raro ver atuações de grupos musicais deste género, cuja instrumentação consiste num duo ou trio de elementos munidos de um acordeão ou sintetizador - muitas vezes, as atuações assemelham-se mais a sessões de karaoke do que a concertos propriamente ditos. Em síntese, o pimba é um género com um evidente intuito comercial. O recurso à brejeirice, trocadilhos e sugestões sexuais é, por isso, um tema recorrente, e já previamente estabelecido, a que acrescem desgostos amorosos e qualquer outro dos designados "romances de faca e alguidar".
Entre os artistas mais conhecidos do género são Ágata, Emanuel, José Malhoa, Maria Lisboa, Nel Monteiro e outros mais, sendo considerado Quim Barreiros o intérprete mais bem-sucedido e aparentemente mais genuíno da música popular portuguesa. De notar que os artistas mencionados podem ser enquadrados em diferente categorias de pimba (do romântico ao brejeiro, por exemplo).
Embora já existissem canções desse tipo, pelo menos, desde a década de 1980 ("Bacalhau à Portuguesa", de Quim Barreiros, é um bom exemplo), a expressão só ganhou dimensão quando por volta de 1995, quando Emanuel, então um músico quase desconhecido, lança a canção "Pimba Pimba", inspirado por uma canção pop/rock do grupo Ex-Votos intitulada "Subtilezas Porno-populares", que continha a expressão "e Pimba!", com óbvia conotação sexual na letra.
A música pimba atingiu maior popularidade graças a programas de entretenimento emitidos por vários canais de televisão portuguesas, principalmente a RTP1, a SIC e a TVI. Durante a década de 1990, o Made In Portugal (1995 - 2002), emitido pela RTP1, foi um grande exemplo, assim como em programas que foram emitidos em horário nobre - permanentemente ou não -, como o Big Show SIC (1995 - 2001), da SIC, a Roda dos Milhões (1998 - 2001), também da SIC, ou Reis da Música Nacional (1999/2000), da TVI. Também é presença habitual em alguns talk-shows diurnos de cariz popular emitidos pelos três canais mencionados desde a viragem do milénio, tendo uma presença ainda maior em programas itinerantes de variedades emitidos ao fim de semana, como o Aqui Portugal (2013 - presente), da RTP1, o Portugal em Festa (2013 - 2016) e o seu sucessor, o Domingão (2020 - presente), ambos da SIC, e Somos Portugal (2011 - 2024), da TVI. Este último tipo de programas tem emissão regular na televisão aberta portuguesa desde o início da década de 2010, preenchendo espaços televisivos que antes eram utilizados principalmente para emissão de cinema, séries de origem estrangeira ou outro tipo de entretenimento ligeiro. 
Ainda na área de televisão, a música pimba e os artistas normalmente conotados com a mesma não deixaram de ser alvo de sátira ao longo das últimas três décadas. Alguns dos exemplos mais evidentes são a sitcom Débora (RTP, 1998/99), em que Ana Bola interpreta a personagem Débora, uma cantora decadente que pretende destronar Ágata, e a telenovela Destinos Cruzados (TVI, 2013/14), em que Maria João Bastos interpreta Liliane Marise, também ela uma cantora pimba falhada. O humor feito com a música pimba também chegou à rádio, nomeadamente com a rubrica Laboratolarilorela (uma colaboração com o site Porta Pimba, de Bruno Raposo), incluída no programa Manhãs da 3, da Antena 3, programa esse que durou entre 2003 e 2009. Nele, o humorista Nuno Markl apresentava semanalmente músicas, geralmente enquadradas no género pimba, com letras inusitadas ou humorísticas, sendo que Markl se referia ao género das canções que apresentava com o epíteto de "música popular alternativa" (muitas das canções que apresentava eram obscuras relativamente ao pimba mainstream).
Desde o início da década de 2010, a música pimba é influenciada por géneros dançáveis, como o funaná (normalmente apelidado erroneamente de "kuduro").
Na primeira metade da década de 2020, ganhou destaque um microgénero que se inspira na música pimba, o chamado "pós-pimba", microgénero esse que tem como principal público as gerações Y e Z.
O termo "pimba" é considerado pelos especialistas da história da música popular portuguesa como pejorativo e desprestigiante, tal como o termo do nacional-cançonetismo, apesar de a noção geral na segunda metade dos anos 90 e início da década de 2000 - o período de maior popularidade da música pimba - ter sido a de que os próprios intérpretes não se importariam de ser conotados com o termo. Em termos de opiniões particulares, o músico João Peste, da banda Pop Dell' Arte, escreveu em 2021, numa plataforma da Internet, que “a música pimba é a expressão máxima do subdesenvolvimento cultural português, da homofobia e do racismo” Isto vai de encontro ao facto de Quim Barreiros - o intérprete com a carreira mais consistente em termos de popularidade da música pimba - já ter sido acusado de usar termos homofóbicos numa das suas canções.